# X-MEN:ファイナル ディシジョン
『X-MEN:ファイナル ディシジョン』（エックス メン-、原題: X-Men: The Last Stand）は、マーベル・コミックのヒーローチーム「X-メン」をベースにした、2006年のアメリカのスーパーヒーロー映画。監督はブレット・ラトナー、脚本はザック・ペンとサイモン・キンバーグが務め、ヒュー・ジャックマン、ハル・ベリー、イアン・マッケラン、ファムケ・ヤンセン、パトリック・スチュワートらが出演する。『X-メン』（2000年）、『X-MEN2』（2003年）の続編で、X-MENオリジナル三部作の最終作である。

## 概要
「マーベル・コミック」のアメリカン・コミック『X-メン』の実写映画化第3作品目。公開当時、同シリーズの最終作となる「完結編」として制作された（後年、新シリーズが制作されている）。
前2作を監督したブライアン・シンガーが『スーパーマン リターンズ』の監督に専念する為に製作途中で降板したため、新たにブレット・ラトナーが監督に起用された。
アメリカでは2006年5月26日に公開され、週末興行成績で初登場1位になった。日本では同年9月9日に日比谷スカラ座系列ほかで公開され、全国週末興行成績で初登場から2週連続で1位となった。

## ストーリー
時は20年前。ジーン・グレイは、プロフェッサーXに底知れない能力を見出され、それを操るべく「恵まれし者の学園」に彼女の居場所を与えた。
その10年後、とある大企業の社長ワージントンの息子が思春期を迎え、背中に翼が生え始めた。ワージントンは、息子を「普通の人間」に戻そうと、ミュータント治療薬「キュア（cure＝治療薬）」を作り上げる。そしてキュア開発の源となった、ミュータントの少年、リーチ。ミュータントであることは"病気"なのか。ミュータント達の蟠りと、マグニートーの作為が、人類とミュータントの戦争を起こそうとしていた。

## キャスト
| 役名                                             | 俳優                     | 日本語吹替                                                     | 日本語吹替                                                                      |
| 役名                                             | 俳優                     | 劇場公開版                                                     | テレビ朝日版                                                                    |
| ------------------------------------------------ | ------------------------ | -------------------------------------------------------------- | ------------------------------------------------------------------------------- |
| チャールズ・エグゼビア（プロフェッサーX）        | パトリック・スチュワート | 大木民夫                                                       | 麦人                                                                            |
| エリック・マグナス・レーンシャー（マグニートー） | イアン・マッケラン       | 有川博                                                         | 家弓家正                                                                        |
| ローガン（ウルヴァリン）                         | ヒュー・ジャックマン     | 山路和弘                                                       | 磯部勉                                                                          |
| オロロ・マンロー（ストーム）                     | ハル・ベリー             | 本田貴子                                                       | 深見梨加                                                                        |
| ジーン・グレイ（フェニックス）                   | ファムケ・ヤンセン       | 日野由利加                                                     | 勝生真沙子                                                                      |
| スコット・サマーズ（サイクロップス）             | ジェームズ・マースデン   | 檀臣幸                                                         | 中原茂                                                                          |
| ヘンリー“ハンク”・マッコイ（ビースト）           | ケルシー・グラマー       | 有本欽隆                                                       | 壤晴彦                                                                          |
| ボビー・ドレイク（アイスマン）                   | ショーン・アシュモア     | 私市淳                                                         | 遊佐浩二                                                                        |
| キティ・プライド（シャドウキャット）             | エリオット・ペイジ       | 立花かおる                                                     | 坂本真綾                                                                        |
| マリー・ダンキャント（ローグ）                   | アンナ・パキン           | 小島幸子                                                       | 樋浦茜子                                                                        |
| ピーター・ラスプーチン（コロッサス）             | ダニエル・クドモア       | 加藤亮夫                                                       | 船木真人                                                                        |
| ウォーレン・ワージントン三世（エンジェル）       | ベン・フォスター         | 川田紳司                                                       | 髙階俊嗣                                                                        |
| ウォーレン・ワージントン卿                       | マイケル・マーフィー     | 村松康雄                                                       | 小川真司                                                                        |
| レイヴン・ダークホルム（ミスティーク）           | レベッカ・ローミン       | 幸田直子                                                       | 金野恵子                                                                        |
| ジョン・アラーダイス（パイロ）                   | アーロン・スタンフォード | 浪川大輔                                                       | 川島得愛                                                                        |
| ケイン・マルコ（ジャガーノート）                 | ヴィニー・ジョーンズ     | 木村雅史                                                       | 乃村健次                                                                        |
| ジェイミー・マドロックス（マルチプルマン）       | エリック・デイン         | 河相智哉                                                       |                                                                                 |
| カリスト                                         | ダニア・ラミレス         | 小松由佳                                                       | 石塚理恵                                                                        |
| アークライト                                     | オマイラ・モタ           |                                                                |                                                                                 |
| キッド・オメガ                                   | ケン・レオン             | 伊藤健太郎                                                     |                                                                                 |
| サイロック                                       | メイ・メランソン         |                                                                |                                                                                 |
| ジミー（リーチ）                                 | キャメロン・ブライト     | 本城雄太郎                                                     | 津村まこと                                                                      |
| 大統領                                           | ジョセフ・ソマー         | 納谷六朗                                                       | 納谷六朗                                                                        |
| トラスク局長                                     | ビル・デューク           | 石住昭彦                                                       | 松本大                                                                          |
| トカゲ男                                         | ロイド・アダムス         | 松本大                                                         | ？                                                                              |
| エレイン・グレイ（ジーンの母）                   | デジリー・ズロウスキ     |                                                                |                                                                                 |
| ジョン・グレイ（ジーンの父）                     | エイドリアン・ハフ       |                                                                |                                                                                 |
| ジーン・グレイ（少女時代）                       | ヘイリー・ラム           | 最上莉奈                                                       | 坂本真綾                                                                        |
| エンジェル（少年時代）                           | ケイデン・ボイド         | 大久保祥太郎                                                   |                                                                                 |
| Dr.モイラ・マクタガート（ほぼカメオ出演）        | オリヴィア・ウィリアムズ | 紗ゆり                                                         |                                                                                 |
| Dr.カヴィタ・ラオ                                | ショーレ・アグダシュルー |                                                                |                                                                                 |
| その他声の出演                                   |                          | 藤生聖子 水内清光 恒松あゆみ 江川央生 深水由美 北沢洋 朝倉栄介 | 宇垣秀成 清水俊彦 堀越真己 木下尚紀 八木かおり 新田万紀子 堀越省之助 高橋まゆこ |
| カメオ出演                                       |                          |                                                                |                                                                                 |
| 芝生に水をまく人                                 | スタン・リー             |                                                                |                                                                                 |
| 芝刈り機を持った人                               | クリス・クレアモント     |                                                                |                                                                                 |
|                                                  |                          |                                                                |                                                                                 |
| 演出                                             |                          | 中野洋志                                                       | 蕨南勝之                                                                        |
| 翻訳                                             |                          | 久保喜昭                                                       | 日笠千晶                                                                        |
| 調整                                             |                          | 菊池悟史                                                       | 長井利親                                                                        |
| 効果                                             |                          |                                                                | リレーション                                                                    |
| 制作                                             |                          | ACクリエイト株式会社                                           | ブロードメディア・スタジオ                                                      |
| 初回放送                                         |                          |                                                                | 2009年1月11日 『日曜洋画劇場』 （21:00-22:54） ※正味約101分                     |

- 20世紀フォックス ホーム エンターテイメント ジャパンより、上記の全2種類の吹替版を収録した4K ULTRA HD Blu-ray＋Blu-ray Discが2019年5月24日に発売された。

## スタッフ
- 監督：ブレット・ラトナー
- 製作：アヴィ・アラッド
- 製作総指揮：スタン・リー
- 脚本：ザック・ペン、サイモン・キンバーグ
- 撮影：フィリップ・ルースロ、ダンテ・スピノッティ
- 音楽：ジョン・パウエル
- VFX：WETAデジタル、フレームストアCFC、ムービング・ピクチャー・カンパニー、ハイドラックス、ローラVFX

## 作品解説
前2作の監督ブライアン・シンガーは、監督がなかなか決まらなかった映画『スーパーマン リターンズ』（ワーナー・ブラザース／DCコミックス）の監督を引き受けた。このため本作（20世紀フォックス／マーベル・コミック）を製作途中で降板した。

### 配役
サイクロップス役のジェームズ・マースデンを『スーパーマン リターンズ』に引き連れていく形で出演させたため、スケジュール調整がつかず、X-MENのリーダーであるはずのサイクロップスの登場シーンが大幅に減り、映画のストーリーにも大きな影響を与えた。
シガニー・ウィーバーに対して、エマ・フロスト（ホワイト・クイーン）役での出演交渉が行われた。しかしブライアン・シンガーが監督を降り、ストーリーが変更されたため出演は実現しなかった。またエマ・フロスト（ホワイト・クイーン）は今作に登場しなくなった。

### VFX
冒頭では、20年前のパトリック・スチュワート、イアン・マッケランの出演シーンで、ローラVFXが開発したデジタルで20歳若返るテクノロジーが用いられた。

## 興行
2006年5月22日に第59回カンヌ国際映画祭にて特別招待作品としてプレミア上映された。その後、5月23日から5月26日にかけて殆どの国で世界同時公開となった。
アメリカでは2006年5月26日に3690館で公開され、週末興行成績で初登場1位にランクイン、トップ10内には5週間留まった。
アメリカ国内での興行収入は2億3千万ドルを超え、これはアメリカでの2006年公開作品中4位に当たる。

## ソフト
日本では2007年1月にDVD・Blu-ray Disc版を発売。Blu-rayは片面1層で本編のみを収録していたが、その後2009年8月に『ウルヴァリン:X-MEN ZERO』の劇場公開に伴い、映像特典の追加や片面2層化などの新仕様でBlu-rayが再発売された。

## スピンオフ
本作公開中に20世紀フォックスが、スピンオフ作品の企画があることを発表された。